# 電流鈎表

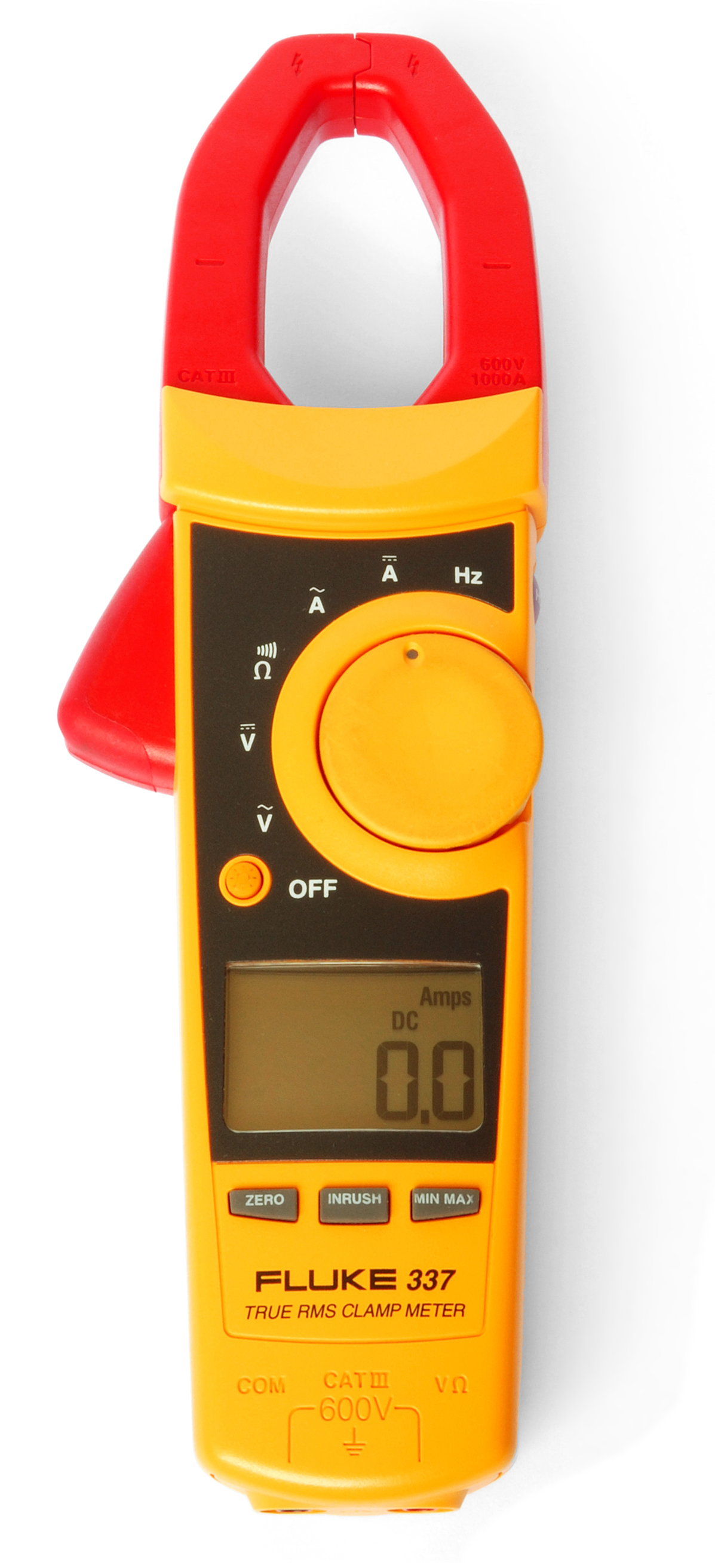
電流鈎表

電流鈎表（英語：current clamp）也簡稱為電流探棒（英語：current probe），是用在電子工程以及電機工程中的電流量測設備，設備上有個可以打開的鈎表，可以將鈎表打開，使導體從鈎表中的孔洞中通過，再將鈎表閉合，即可量測導體上的電流。其優點是電流量測時不會和導體有電氣接觸，也不需要因為電流量測而將電路斷路。 
電流鈎表一般是量測交流電（AC）的大小，若配合其他的儀器，也可以量測相位以及波形。有些電流鈎表可以量測到1,000A以上的電流。霍爾效應電流鈎表或是葉片式（vane type）電流鈎表則可以量測直流電（DC）。

## 電流鈎表種類

### 電流互感器
常見的電流鈎表會包括一個用鐵氧體或是軟鐵製成，可以打開的環。鐵氧體環上會繞有線圈，形成電流互感器的繞組。所量測的導體則是另一組繞組。就像變壓器一樣，此法只能量測交流訊號或是脈波，有些可以量mega hertz範圍的信號。
在量測電流時，導體是一次側繞組，而線圈是二次側繞組。
此設備也可以反過來用，用電流鈎表注入電流到導體中，就像是電磁相容測試中產生電磁干擾信號。一般來說，會特別使用為此設計的注入用鈎表。此模式下，線圈是一次側繞組，導體是二次側繞組。

### 鐵翼
鐵翼（Iron vane）的電流鈎表中，磁芯上的磁通會直接影響移動的鐵翼，因此可以量測直流或是交流電流，若是非正弦的交流訊號，可以讀到真實的均方根值。因為尺寸問題，一般會限制電流的頻率要是工頻，最大到100 Hz。
一般會將鐵翼固定到類比勾表的顯示用指針上。
此設備的校正會是非線性的。

### 霍爾效應
霍爾效應型的電流鈎表更加靈敏，可以量測直流及交流的電流，有些鈎表的頻率可以到上千Hz。這種電流鈎表常配合示波器使用，或是高端的電腦化數位萬用電表使用。不過也越來越常看到在一般用途使用此種電流鈎表。

### 罗氏线圈
罗氏线圈電流感測器的外觀和功能都類似電流鈎表。罗氏线圈屬於無鐵心的變壓器，用在電流鈎表以及電力監控紀錄儀中，其優點是沒有鐵心造成的磁飽和，因此線性度較佳，其可撓性較佳。罗氏线圈所產生的電壓和一次側線路電流的變化成正比，因此在要顯示感測值之前，需要較多的信號處理。

## 有電流勾表的電表

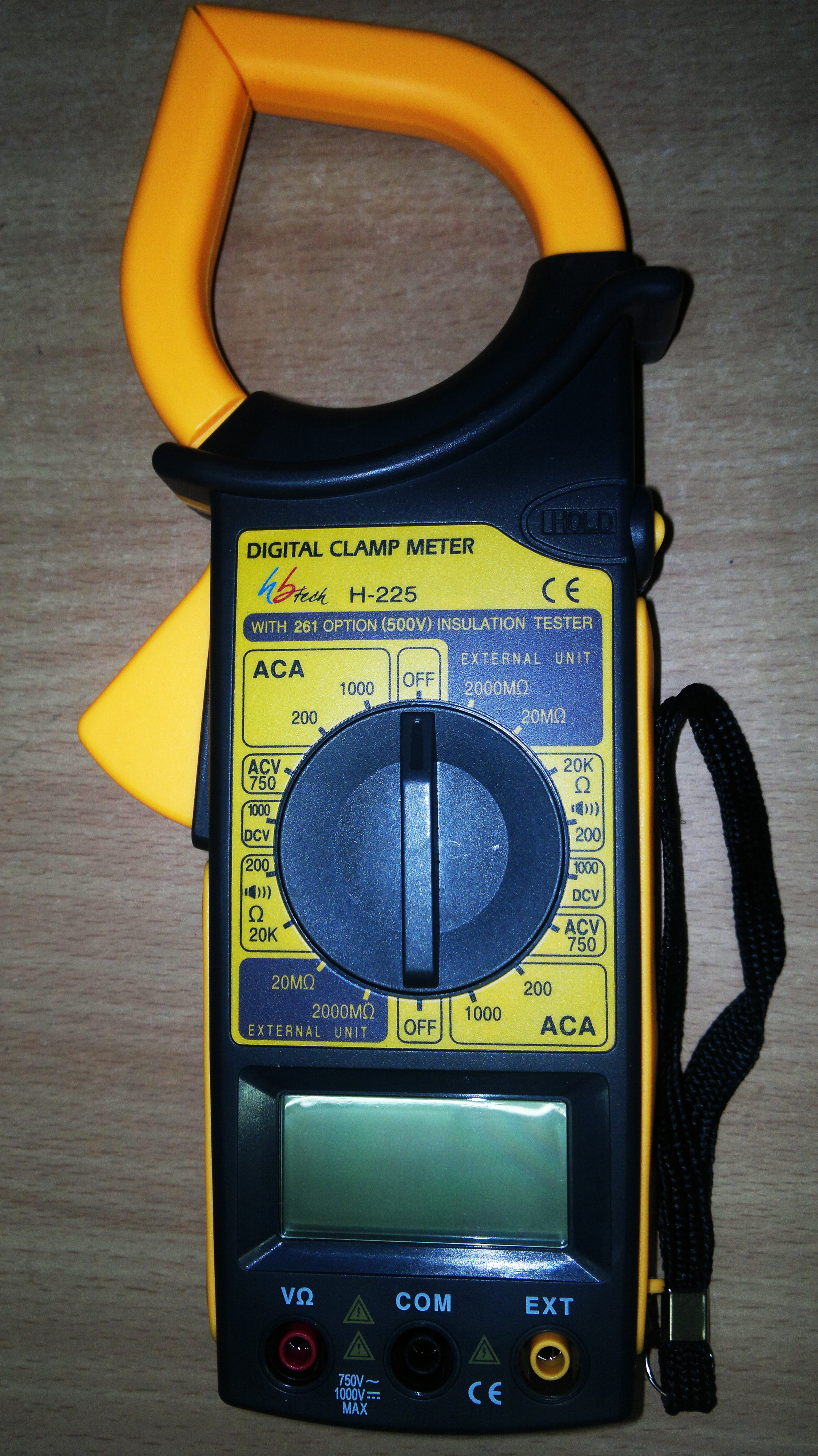
有電流勾表的數位電表

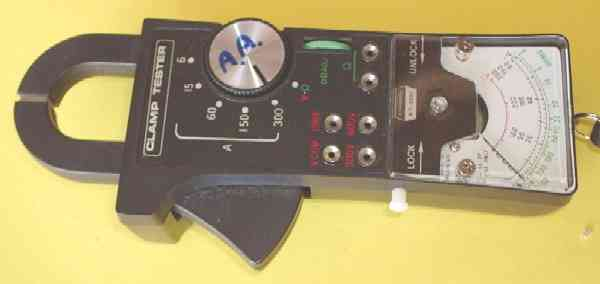
內建電流勾表的三用電表，按下方的大按鈕可以開啟電流鉗的裝置，可以將導體放入量測電流

若電表有整合電流勾表功能，會稱為是clamp meter、clamp-on ammeter、tong tester等。
有電流勾表的電表會量測電流勾表中導體流過電流的向量和，若不止一條導體，則會受上面電流的相位關係所影響。特別是用電流勾表量測電源到設備的電源線，若是由二條導線組成的電源線，電流由一條導線流進設備，由另一條導線流出設備，電表讀到的電流值會是零。若電線由多條導線組成（可能還有地線），要用電流勾表量測時，需配合一個小的轉接板，將各條線分開，讓電流勾表只量測一條導線的電流。
比較新的進展是針對多導線的電流勾表，有多個感應線圈在電流夾的部位。可以量測標準二線或是三線的單相纜線，讀到提共給負載的電流，量測時不需將各導線分開。不過此感測機制很容易得到錯誤的結果，因此需小心使用。
若是小電流導體的量測，可以將導線在電流鈎表上同方向纒繞數圈，讀到的電流再除以纒繞圈數，即為實際電流，不過因為電感效應，在精度上會有些誤差。
電工會用電流鈎表，有時也會使用有整合電流鈎表的萬用表。
若有適當的電流互感器，要量測非常大的電流（例如上百安培）相當簡單。但要用電流鈎表精確的量測小電流（例如數毫安培）就很困難了。若將導線在電流鈎表上同方向纒繞數圈，就可以將電流鈎表轉變成電流額定較小的電流鈎表。例如0–200 A 的電流勾表，若將導線在電流鈎表上同方向纒繞十圈，就可以當作0–20 A 的電流勾表（但讀到的電流值也要除以10），其精度會比用0–200 A 的電流勾表量測0–20 A 的電流要好。
有些較便宜的電流鈎表會使用整流電路，將交流信號轉換為直流信號，取平均值，再經過校正方式，得到各平均值下的均方根值，但其前提是電流要是弦波。若電流波形是其他波形，會由平均值校正得到錯誤的的均方根值，若用這種比較簡易的電流鈎表量測非正弦負載（例如螢光燈及高強度氣體放電燈用的鎮流器，或是大部份電腦或電子設備的電源），會讀到錯誤的電流值。可以量到真實均方根電流值的電表會標示true RMS。
一般手持的霍爾效應單元可以量到最低200 mA的電流，也有單元可以量到1 mA的電流。

### 功率計，能量分析儀
電流鈎表也可以配合一些電表來量測電力及電能。會用電流鈎表量測電流，再用其他設備量測電壓；實功是瞬時電壓乘以瞬時電流的結果。功率計還可以量測有關電能的其他參數（例如功率因數、失真、瞬時功隨時間的變化、相位關係等等）。一個電流鈎表可以量測一相的電，若有三個電流鈎表，再配合適當的儀器，可以量測三相電系統。